# Ungheni, Mureș
Ungheni là một thị xã thuộc hạt Mureș, România. Dân số thời điểm năm 2002 là 6551 người.